# 사진작가 죽음 연출 사건
사진작가 죽음 연출 사건 또는 죽음을 연출한 사진은 1982년 12월 14일, 대한민국의 아마추어 사진작가이자 보일러 배관공으로 일하던 이동식(李東植, 당시 42세)이 단골 이발소에서 만나 애인이 된 여성 면도사 김경희(金敬姬, 당시 24세)를 상대로 죽어가는 모습을 찍기 위해서 독극물을 먹게 하여 살해한 사건이다.

## 사건 개요
아마추어 사진작가이자 보일러 배관공으로 일하던 이동식은 당시 애인이던 피해자 김경희를 구로구(지금의 금천구) 시흥동에 위치한 호암산으로 데리고 가서 사진 촬영 준비를 하는 과정에서 그녀에게 건네 줄 감기약에 독극물인 청산가리를 주입했다. 경찰의 사건 조사 과정에 따르면 이동식의 집에서 보일러 기사들이 흔히 사용하던 공업용 청산가리가 발견되었다고 한다.
이동식은 청산가리가 들어간 감기약을 그녀에게 건네 주면서 감기를 예방하기 위해서 먹어야 한다고 권했고, 그 약을 먹은 피해자 김경희는 사진 촬영 중 고통스럽게 죽어가기에 이르렀다. 피의자 이동식은 아무 죄의식도 없이 피해자가 극심한 고통 속에서 몸부림치는 모습부터 생명이 다하는 순간까지 무려 21장의 사진에 담는 잔인성을 드러냈다.
숨진 피해자 김경희의 시신은 낙엽 등으로 묻혔고, 며칠이 지난 후 범행 장소에서 병정 놀이와 총싸움을 하던 동네 어린이들에 의해 발견되었다. 사건을 접한 서울특별시 남부경찰서(지금의 서울금천경찰서)는 피해자 김경희의 부검과 인맥 관계도 조사 등을 통하여 피의자 이동식의 존재를 파악하였으며, 밀착 수사 및 집안 수색을 통해 피의자로 밝혀내기에 이르렀다. 범인의 집 지하 보일러실 벽 속에서 필름과 노트가 발견되었고, 이들이 모두 결정적인 증거물로 확보되었다. 범행을 극구 부인하던 이동식은 사진 감정을 했던 전문가의 의견 한 마디에 결국 범행 일체를 자백하기에 이르렀다.

## 범행 과정
어려서부터 불우한 가정 환경과 잦은 학교 폭력 등에 시달리는 과정에서 자란 피의자 이동식은 특수 절도 4범의 전과 기록을 갖고 있었다. 이와 같은 열악한 상황에서 피의자 이동식은 우연히 사진을 접하게 되면서 적극적인 사진 활동을 하기 시작하였고, 한때 사진전에서 은상까지 수상할 정도로 빛을 보았다. 하지만 머지 않아 특별한 주제를 찾지 못하여 고전을 면치 못했던 피의자 이동식은 결국 누드 모델 촬영을 감행하는 데 이르렀고, 평소 자주 드나들던 이발소에서 피해자 김경희를 만나게 된다. 당시 그녀는 이발소 면도사로 일하고 있었다.
얼마 후 피의자 이동식은 피해자 김경희로 하여금 누드 모델을 통해 출세시켜 주겠다는 말을 건넸고, 그녀도 이에 응하면서 사진 촬영 활동을 하고 다닌 것으로 알려졌다. 이 과정에서 둘은 점점 연인 사이로 발전하기에 이르렀다. 그러나 피의자 이동식은 주변의 의혹과 피해자 김경희와의 염문설 등으로 골머리를 앓아 오던 중 급기야 내연 관계로 발전한 피해자 김경희를 살해하기로 작정한다. 그 과정에서 죽어가는 그녀의 모습을 사진으로 남겨 심사에 출품하려 이와 같은 범죄를 저지른 것으로 파악되었다.

## 범행 여파
비정상적인 인격과 지나친 집착에서 비롯된 이 비극적인 사건은 전국을 분노와 경악에 빠뜨렸다. 살인, 사체 유기 혐의로 구속 기소된 이동식은 1983년 6월 24일에 서울지방법원 남부지원(현재의 서울남부지방법원)에서 열린 1심 재판에서 사형을 선고받았다. 재판부는 사람의 생명을 자신의 예술 창작을 위한 도구나 수단으로 삼을 수 없다는 점, 피고인이 사람이 죽어가는 모습을 보고도 생명을 구하지 않고 사진 촬영만 하는 범행을 저지른 사실은 용서받을 수 없다는 점을 근거로 피고인을 사형에 처한다고 판시했다.
이동식은 형이 무겁다며 항소와 상고를 거듭했으나 1983년 11월 2일에 서울고등법원에서 열린 항소심 재판, 1984년 2월 16일에 대법원에서 나온 상고심 재판에서 모두 기각당하면서 사형이 확정 판결되었다. 이동식은 2년 3개월이 지난 1986년 5월 27일 서울구치소(의왕시로 이전하기 전 현재의 서대문 형무소 역사관 자리)에서 사형이 집행되었다.
이 사건은 1997년 8월 5일, MBC TV 《경찰청 사람들-죽음의 미학 편》, 2003년 10월, MBC 《실화극장 죄와 벌-죽음의 포즈 편》의 소재로 채택되어 방영되었으며, 2012년 1월에는 MBC 《서프라이즈》에서 당시의 사건 담당 형사와 사진 감정 전문가가 출연한 ‘진실인 사건’으로 2015년 11월, MBN 《기막힌 이야기 실제상황》에서 '완벽한 작품의 비밀', 2021년 7월, MBC 《심야괴담회》에서 '사탄의 사진작가'로 나오기도 했다.

## 추가 논란
옛 부인까지 살해당했을 거라는 의문을 제기한 전처의 유족들의 뜻에 따라 이 사건에 대한 동반 수사가 진행되었으나, 뚜렷한 증거 및 정황이 포착되지 않았던 것으로 알려졌다.

## 언론 보도
- 사진작가협회원 40대 전과 3범 내연 폭로위협 애인독살 죽는모습 사진 찍어[깨진 링크(과거 내용 찾기)]
- 통정 여면도사 독살 유기[깨진 링크(과거 내용 찾기)]
- 사탄의 곡예 벌인 아마사진 작가[깨진 링크(과거 내용 찾기)]
- 죽음의 사진 촬영 이 피고 사형 확정[깨진 링크(과거 내용 찾기)]
- 세 교도소서 10명 사형 집행[깨진 링크(과거 내용 찾기)]